# ثالوث هتشينسون
سميت ثالوث هوتشينسون أو مثلث هوتشينسون أو ثلاثية هوتيشنسون (بالإنجليزية: Hutchinson's triad)‏ باسم السير جوناثان هوتشينسون [الإنجليزية] (1828-1913)، وهو نمط شائع لمرض الزهري الخلقي، ويتكون من ثلاثة ظواهر: 
- التهاب القرنية الخلالي
- الأسنان مشوهة (قواطع هوتشينسون وأرحاء توتية)
- صمم عصبي «العصب الثامن».[2][3]